# Siberische taling
De Siberische taling (Sibirionetta formosa synoniem: Anas formosa) of baikaltaling is een grondeleend. Het is een trekvogel die broedt in Siberië en overwintert in China en Japan.

## Beschrijving
Het mannetje heeft een zwarte bovenkop, een okergeel gezicht en een halvemaanvormige groene streep van achter het oog tot de zijkant van de hals. Een smal zwart streepje gaat dwars over de wangen dat overgaat in de dito gekleurde kin- en keelstreek. De borst is wijnrood met zwarte ronde vlekken. De flanken zijn grijs met fijne zwarte golflijntjes. De schouderveren zijn verlengd, smal en puntig en in het midden zwart met bovenaan een bruine en onderaan een okergele zoom. De spiegel is bronsgroen. Het vrouwtje onderscheidt zich van de wintertaling door de witte vlek voor op de snavelbasis.

## Verspreiding en habitat
De Siberische taling broedt in Noordoost-Siberië maar overwintert in Zuid-China, Korea en Midden- en Zuid-Japan. Ze leven in de broedtijd in plassen en stromen in de Siberische taiga. Het is een trekvogel die overwintert op de ondergelopen rijstvelden..
In Nederland is de Siberische taling een dwaalgast met in totaal 13 aanvaarde waarnemingen.

## Voortplanting
De Siberische taling begint meestal eind mei met broeden. Hij maakt een nest op het gras aan de kant van het water, dit nest wordt met dons bekleed. De vogel legt ongeveer zes tot tien eieren, deze eieren worden in ongeveer zesentwintig dagen uitgebroed.

## Status
De grootte van de populatie werd in 2006 door BirdLife International zeer ruim geschat op 10 duizend tot één miljoen broedparen. Tot 2008 werd deze watervogel nog als kwetsbaar beschouwd vooral door jacht en habitatverlies in de overwinteringsgebieden. Uit later onderzoek bleek dat de populatie-aantallen niet in verontrustend tempo afnemen en daarom staat de vogel nu als niet bedreigd op de Rode Lijst van de IUCN.
Er gelden wel beperkingen voor de handel in deze eend, want de soort staat in de Bijlage II van het CITES-verdrag.